# Сања Кусмук
Сања Кусмук (Соколац, 17. март 1996). – је српска и босанскохерцеговачка скијашица специјализована за Смучарско трчање.

## Биографија
На Палама је завршила основну и средњу школу и Факултет физичког васпитања и спорта. Смучарским трчањем бави се од 2007, као члан Смучарског клуба „Романија“ са Пала. Као четрнаестогодишњакиња освојила је првенство Републике Српске и првенство Босне и Херцеговине. У јуниорским и сениорским категоријама била је првакиња БиХ 2010–2021. године. На свјетским првенствима учествује од 2017. године. Двапут је била другопласирана у укупном поретку Балкан купа (2017, 2019). У сезони 2018/19. остварила је олимпијску (А) норму и обезбиједила одлазак на Зимске олимпијске игре у Пекинг (2022), као члан репрезентације БиХ. На Олимпијским играма у Пекингу Кусмук је у дисциплини слободни спринт освојила 90. мјесто са временом 4:27.99. Због здравствених разлога није наступила у дисциплини 30км слободним стилом.